# Namče Bazar
Namče Bazar (také Namče Bazár či Namche Bazaar) je malé město v severovýchodním Nepálu v oblasti Khumbu ležící ve výšce 3440 metrů v jeho nejnižším bodě. Většina šerpů, kteří se živí cestovním ruchem, pocházejí z oblasti Namče. Namče je hlavním obchodním centrem a centrem pro oblast Khumbu s mnoha nepálskými úředníky, policejní kontrolou, poštou a bankou.

## Geografie
Západním směrem od Namče je hora Kongde Ri vysoká 6187 m n. m. a na východ Thamserku 6623 m n. m.

## Doprava
Na kopci s výhledem na Namče Bazar je letiště Sjangboče (3750 m). Již se nepoužívá pro osobní lety, ačkoli ruské vrtulníky jej příležitostné používají na lety nákladní. Nejbližší používané letiště je letiště Tenzing-Hillary Airport, které se nachází 13 km jižně od města.

## Turistika
Namče Bazar je oblíbený u turistů v oblasti Khumbu, zejména pro aklimatizaci nadmořské výšky, a je vstupní branou do vysokých Himalájí. Město má řadu ubytovacích zařízení a obchodů, které vyhovují potřebám návštěvníků i několik internetových kaváren.
Namče získává elektrickou energii z nedaleké malé vodní elektrárny Thame-Namče (600 kW), otevřené v říjnu 1995 poblíž města Thame.

## Galerie

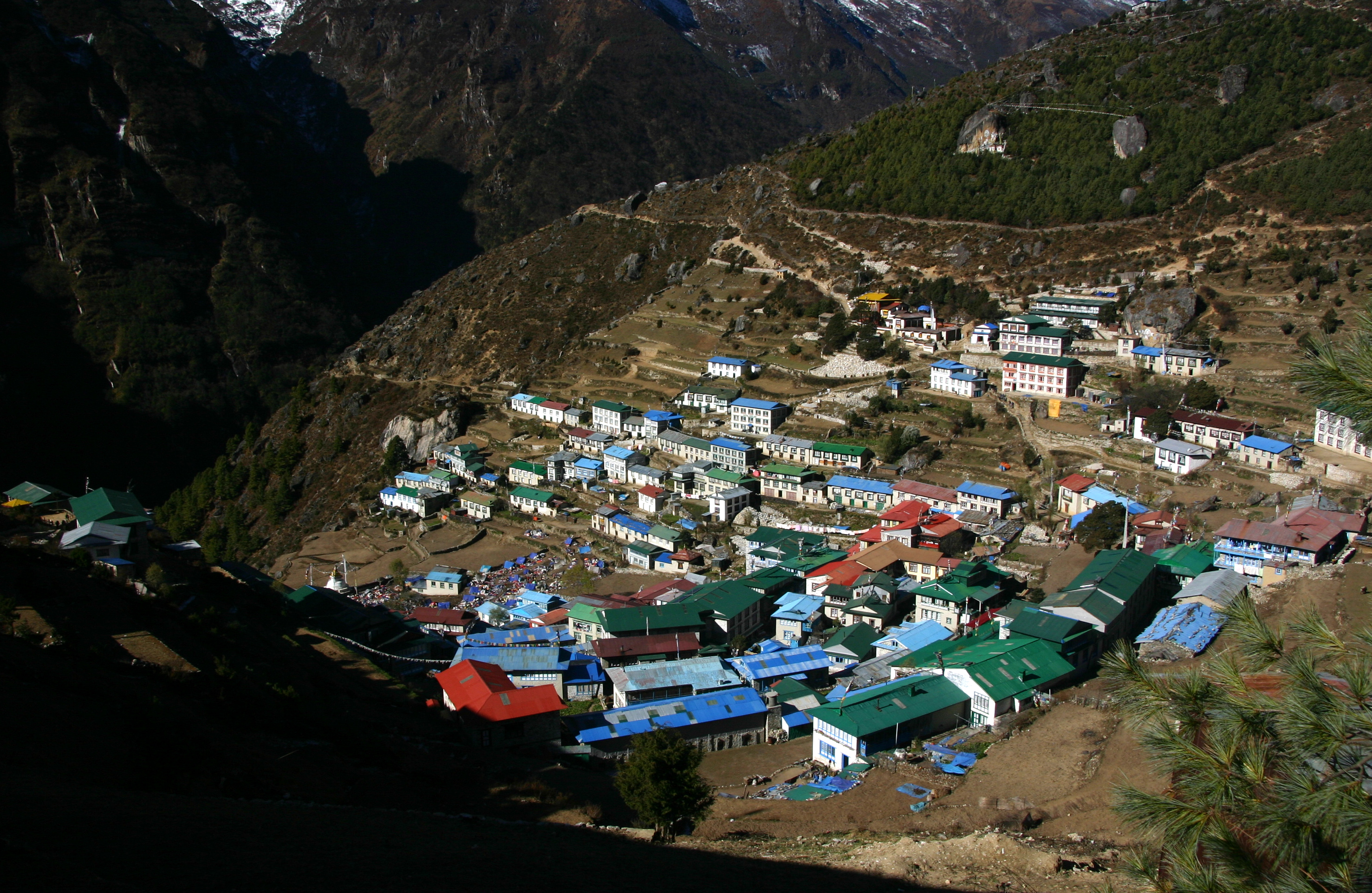
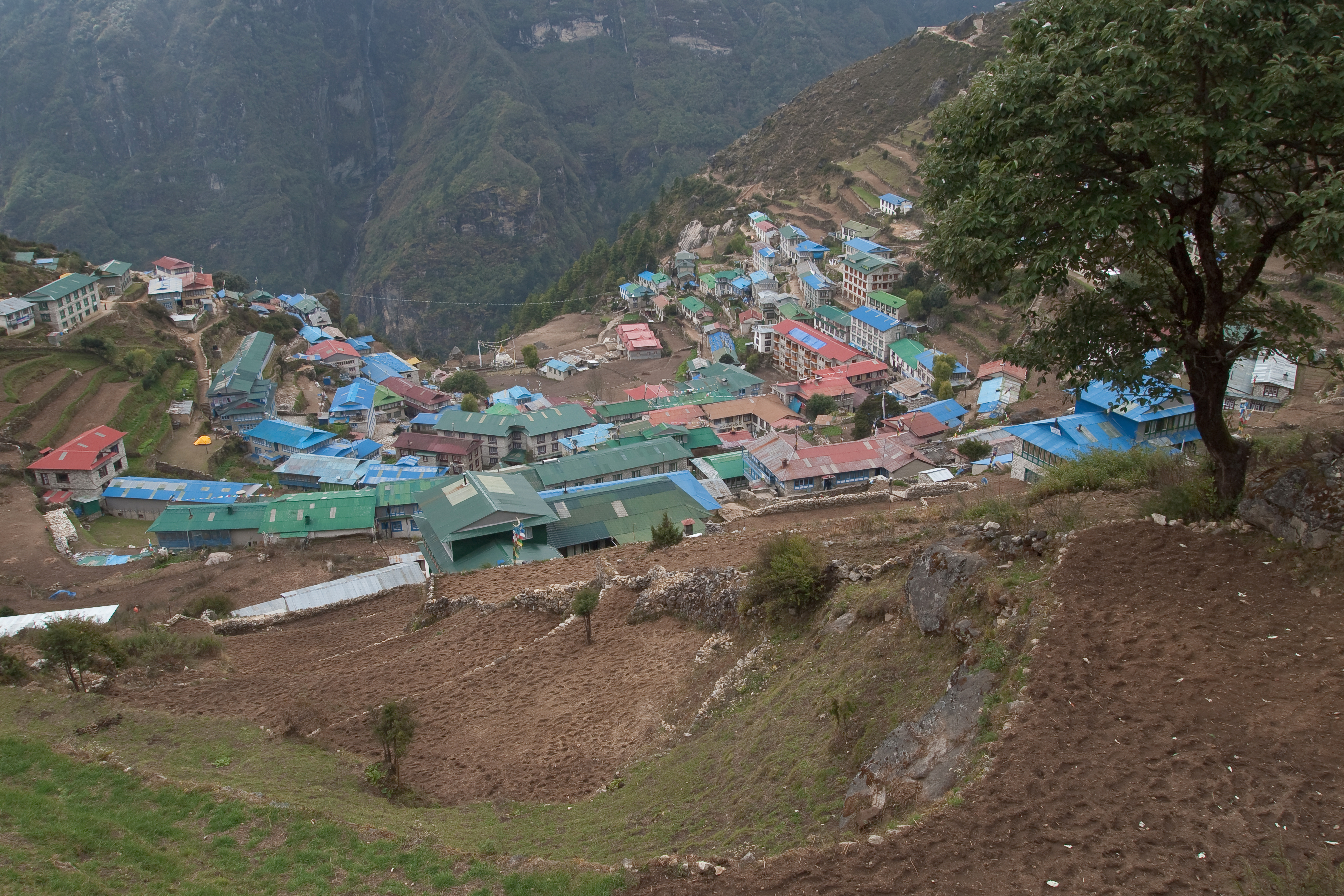
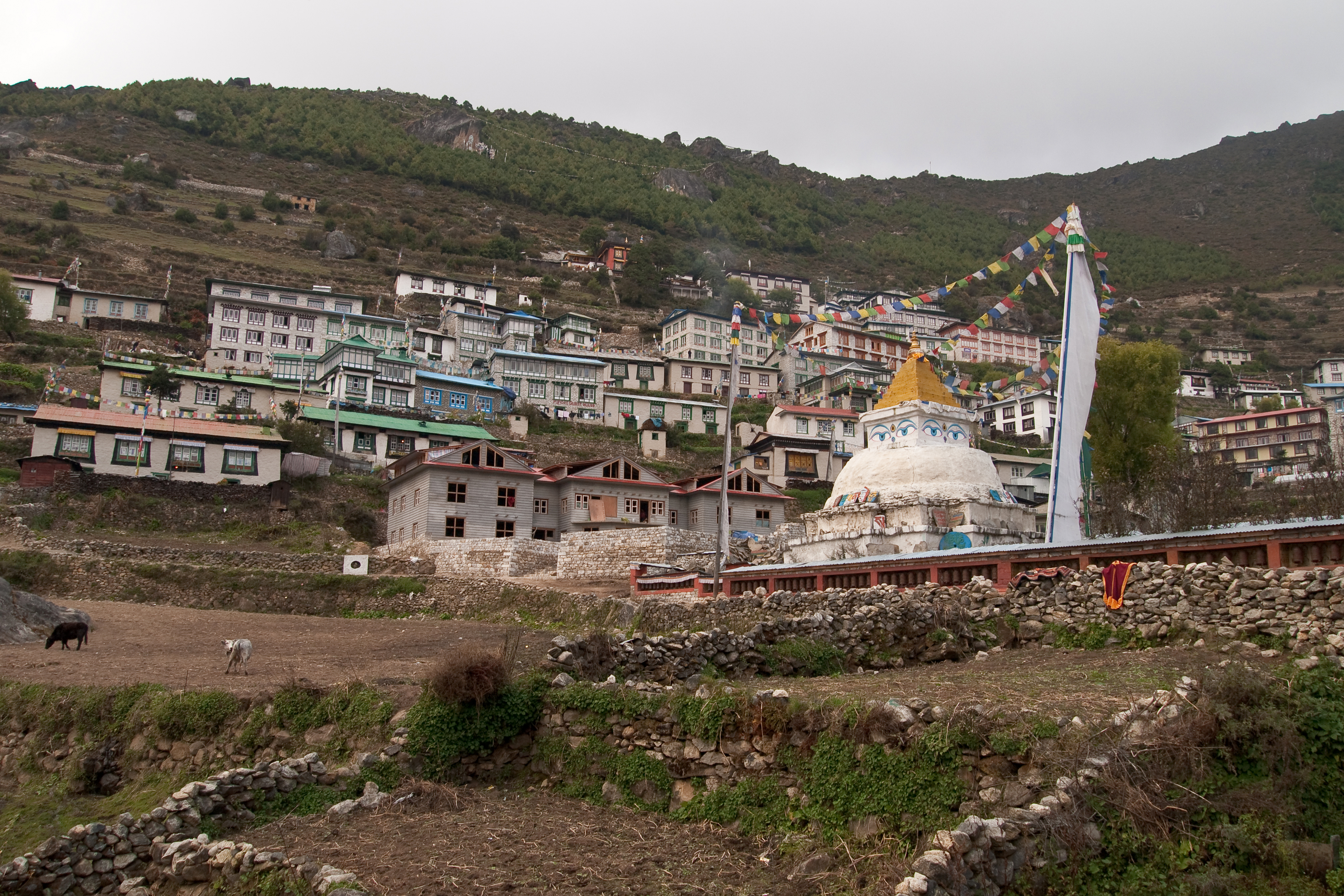
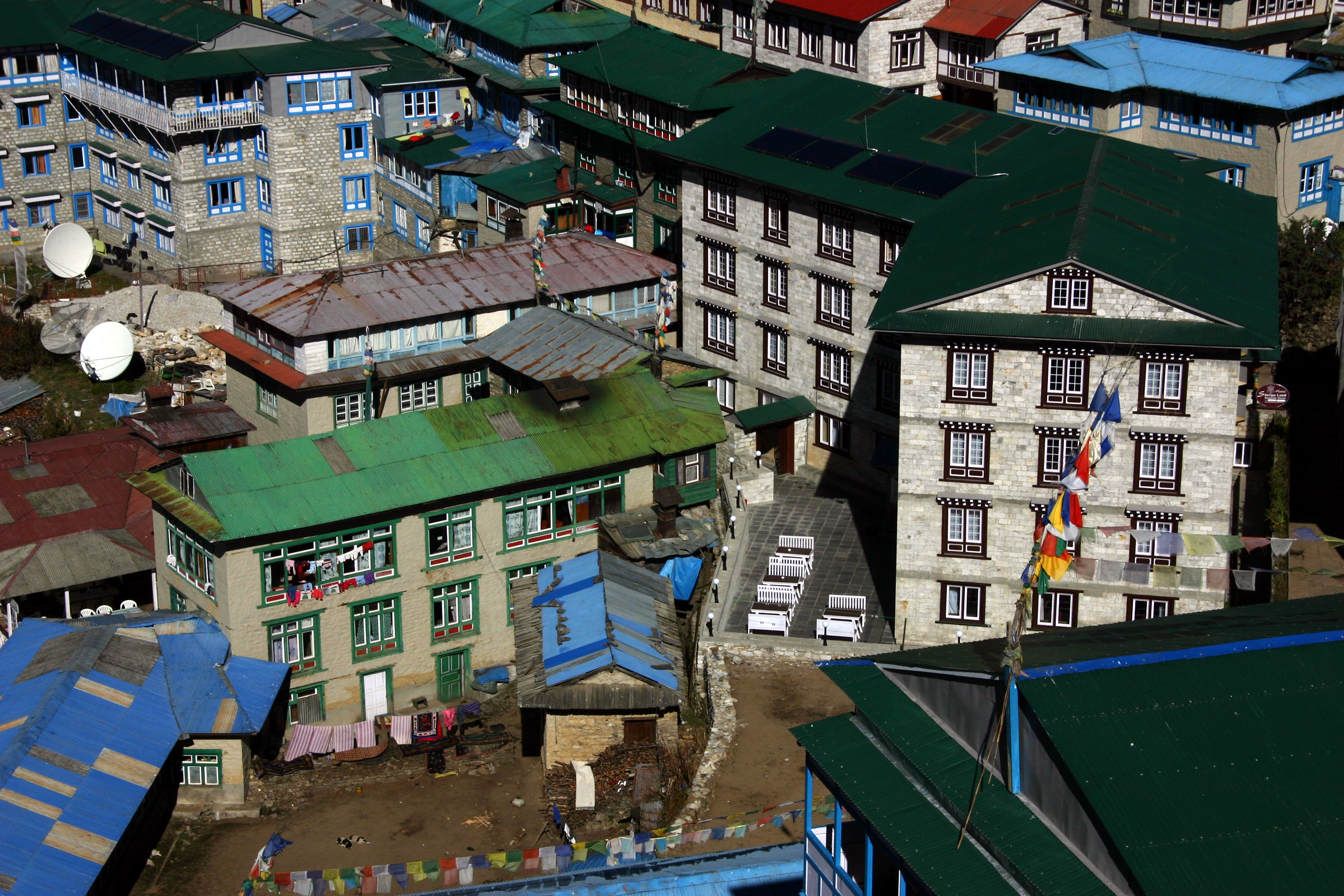
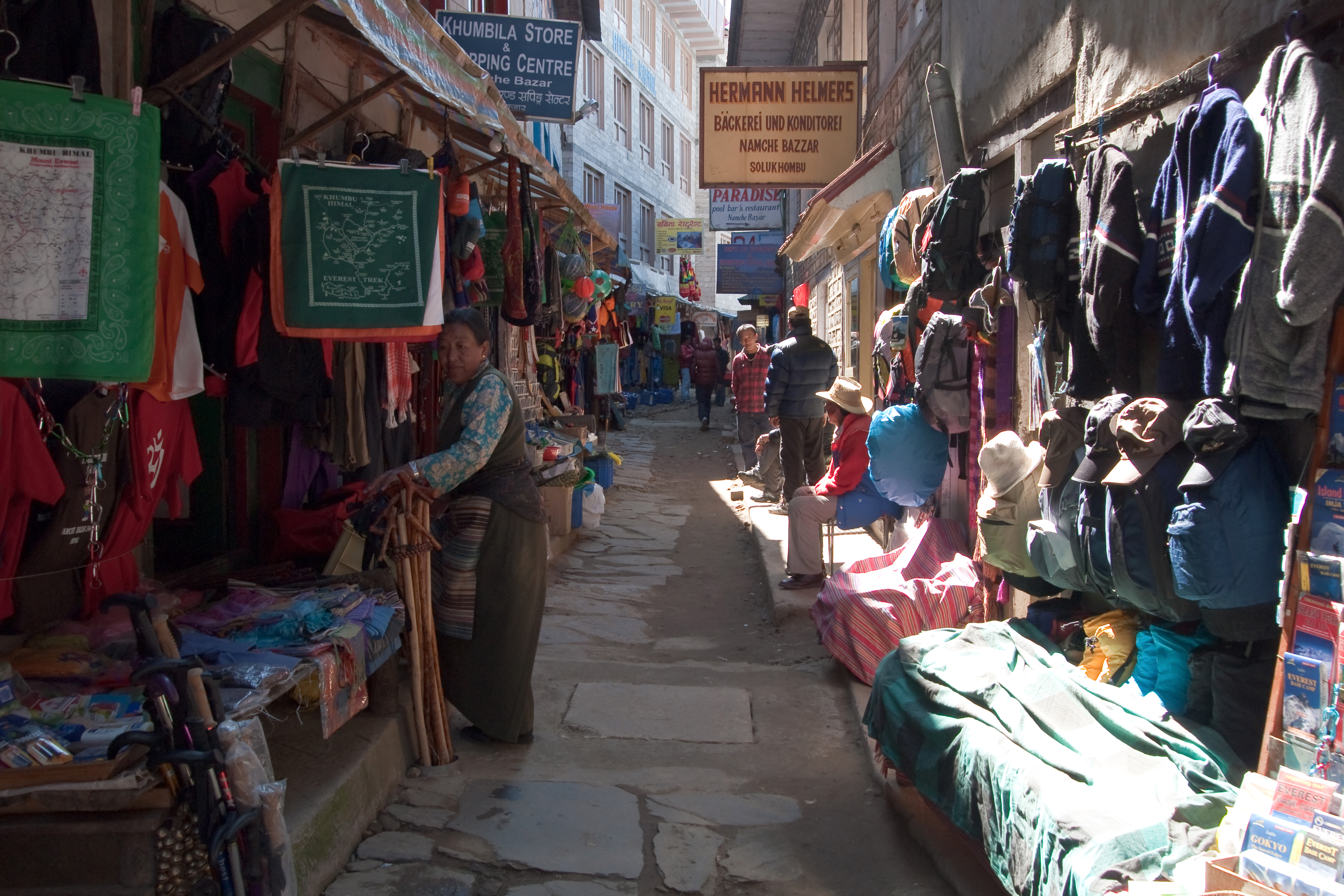
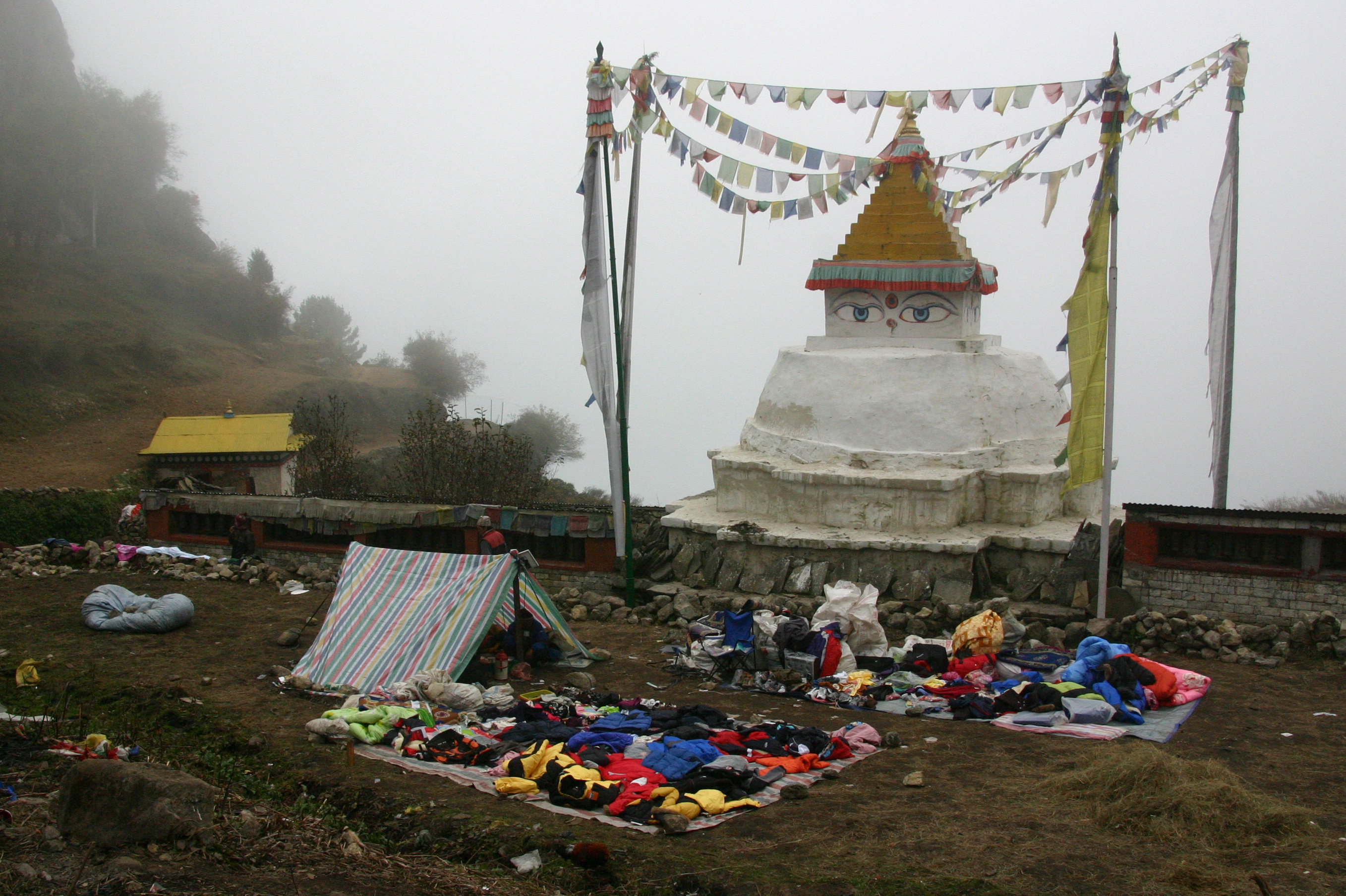
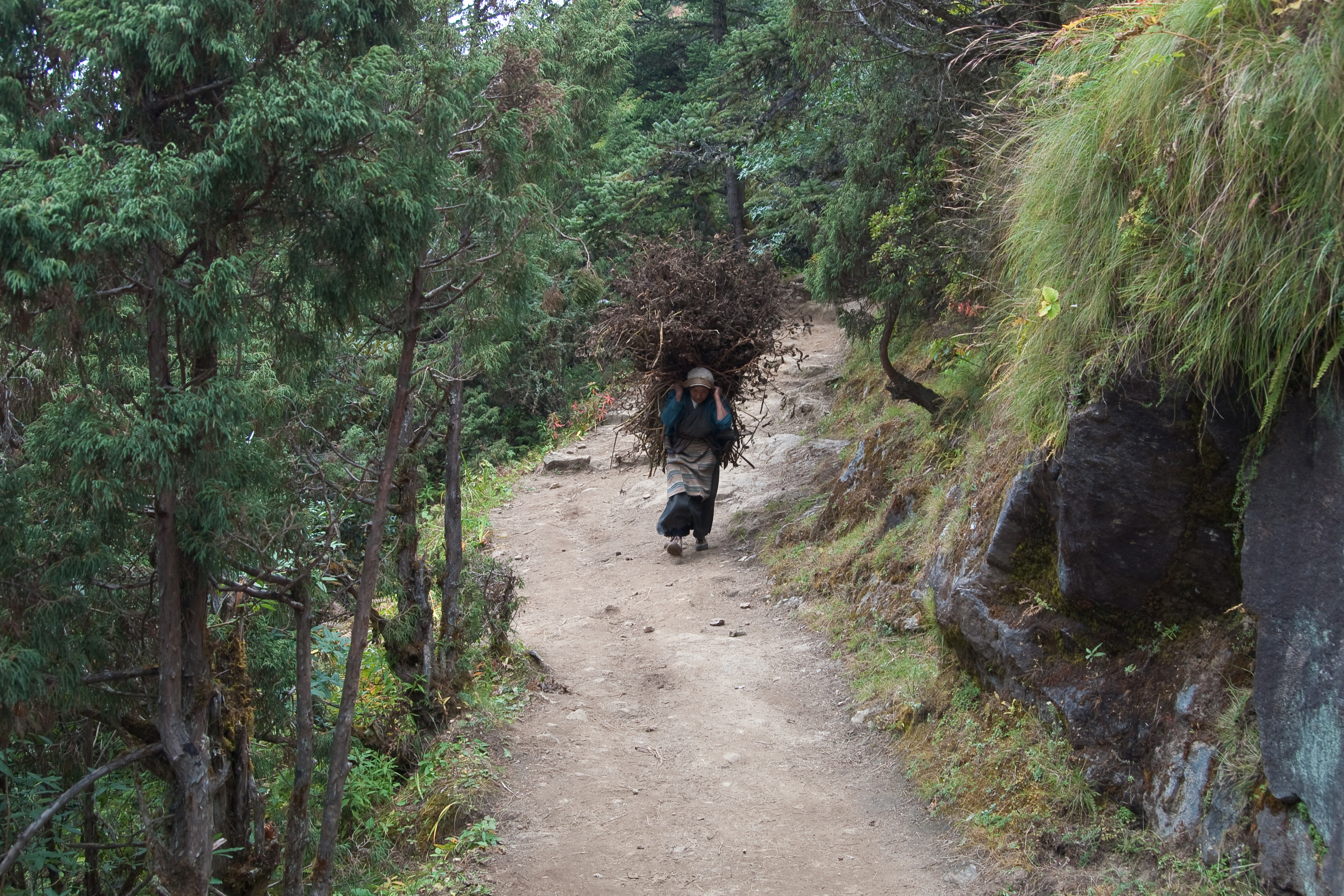
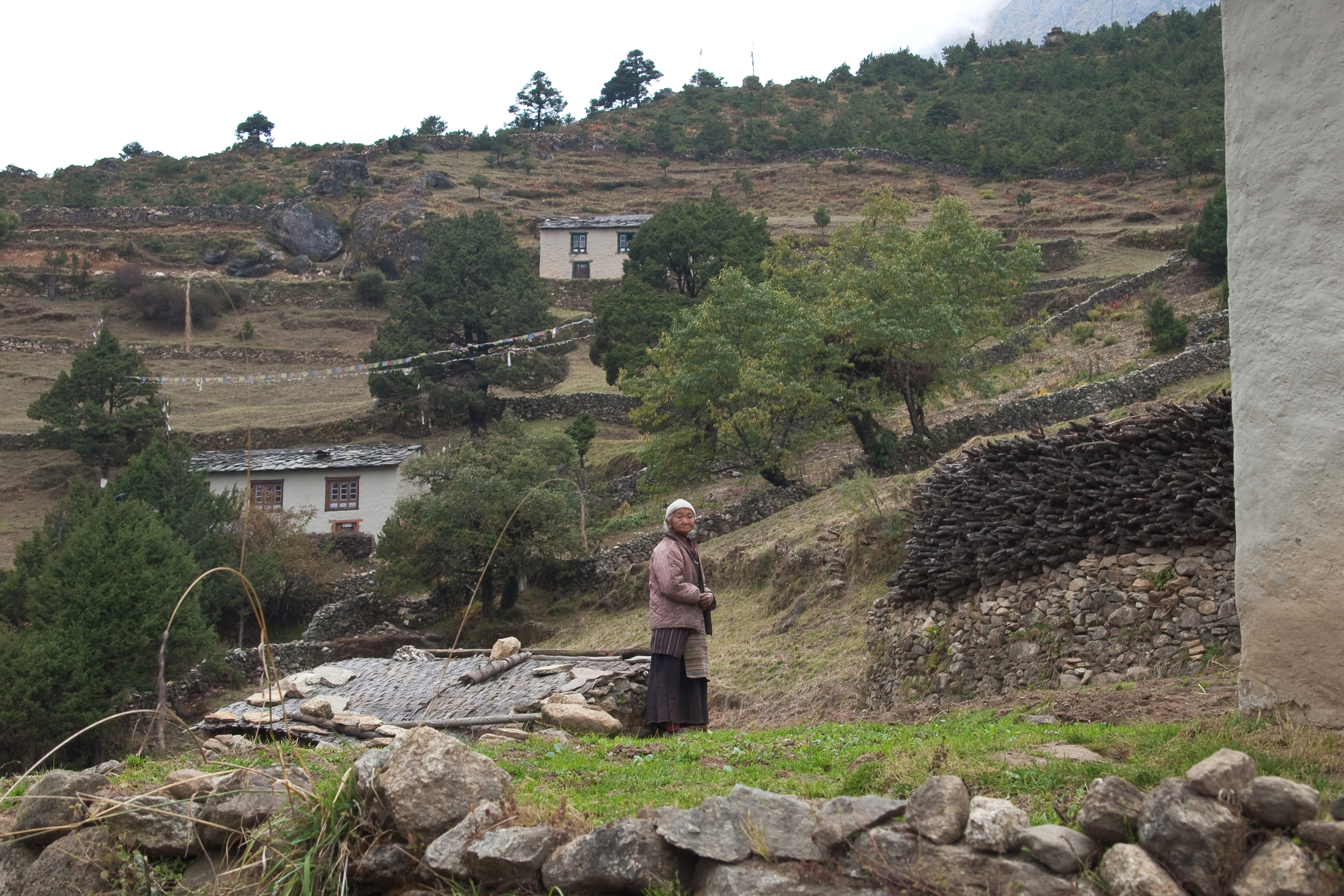